# Theódoros Vryzákis
Pour les articles homonymes, voir Théodôros.
Theódoros Vryzákis (en grec moderne : Θεόδωρος Βρυζάκης) (Thèbes 19 octobre 1814 - Munich 6 décembre 1878) est un peintre grec spécialisé dans le genre historique épique. Il est surtout connu pour ses portraits de combattants ou ses évocations de la guerre d'indépendance grecque.
Il fut le premier des peintres de la Grèce libérée de l'occupation ottomane. Il est aussi un des premiers membres de l'École de Munich.
Il partit pour Munich en 1832. Il entra à l'Académie de Beaux-Arts de cette ville en 1854.

Il séjourna à Paris en 1855. Il y présenta son tableau La Sortie de Missolonghi.

En 1861-1863, il résida à Manchester où il réalisa la décoration de l'église grecque de l'Évangelismos.
Il décéda à Munich, où il est enterré.

## Galerie
À Missolonghi, dans un musée, se trouve un portrait de Lord Byron par Theódoros Vryzákis.

Lord Byron à Missolonghi. Pinacothèque nationale d'Athènes
Anagnostopoulos. Pinacothèque nationale d'Athènes
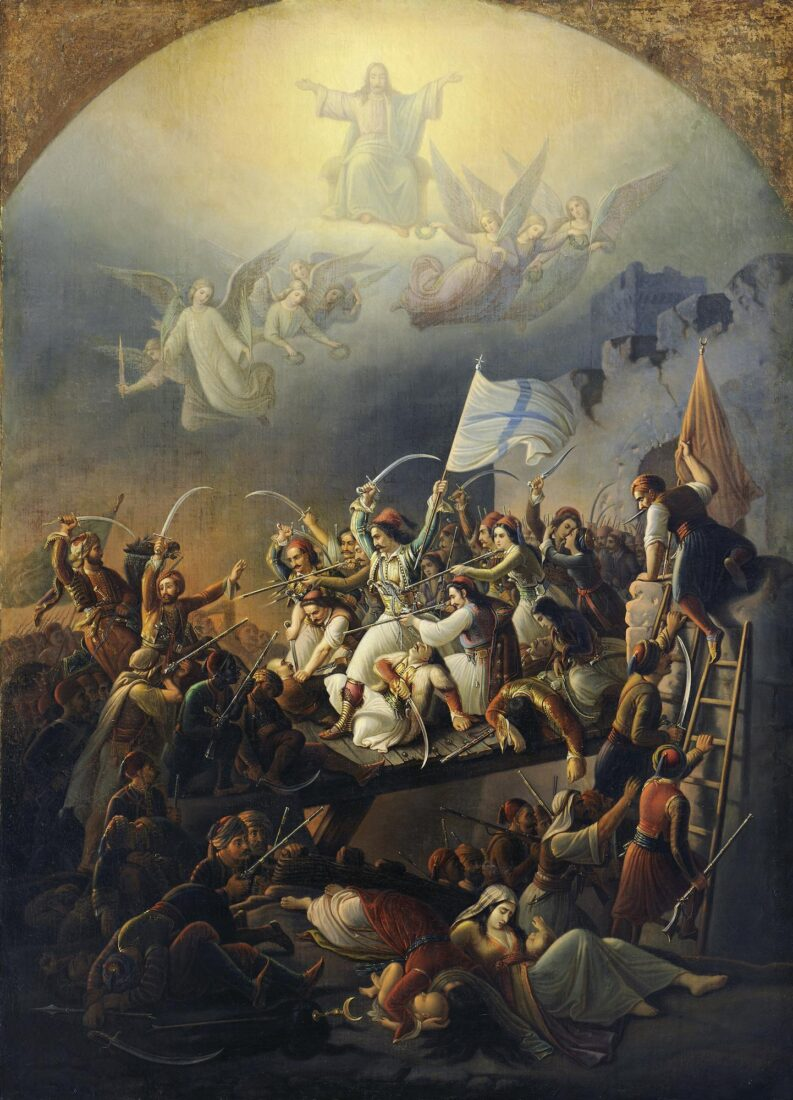
La Sortie de Missolonghi. (1855) Pinacothèque nationale d'Athènes
Le Camp de Karaïskákis. (1855) Pinacothèque nationale d'Athènes
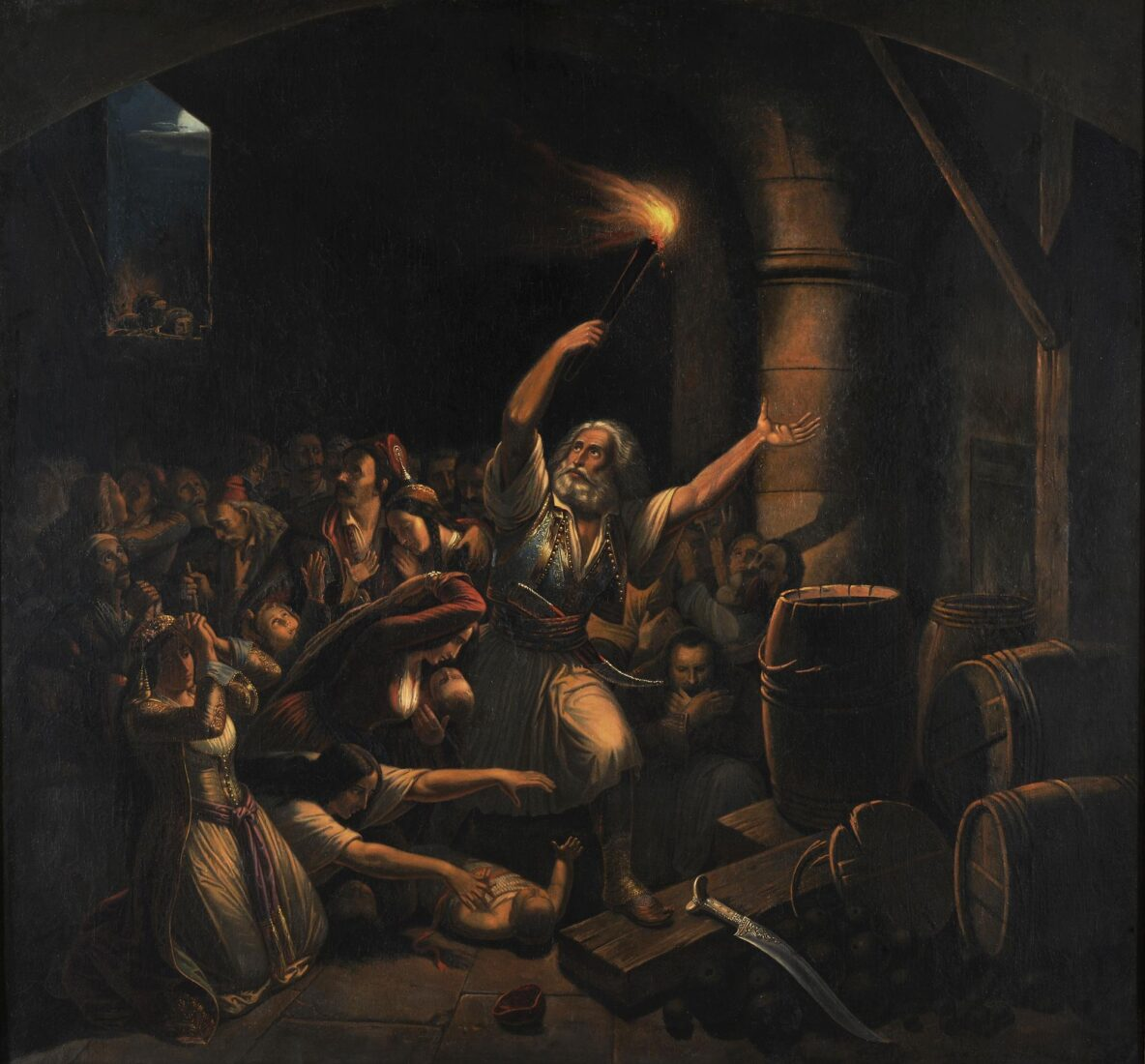
La Mise à feu de la réserve de poudre à Missolonghi. Musée municipal de  Missolonghi
Le Serment à Aghia Lavra. (1865) Musée Benaki. Athènes
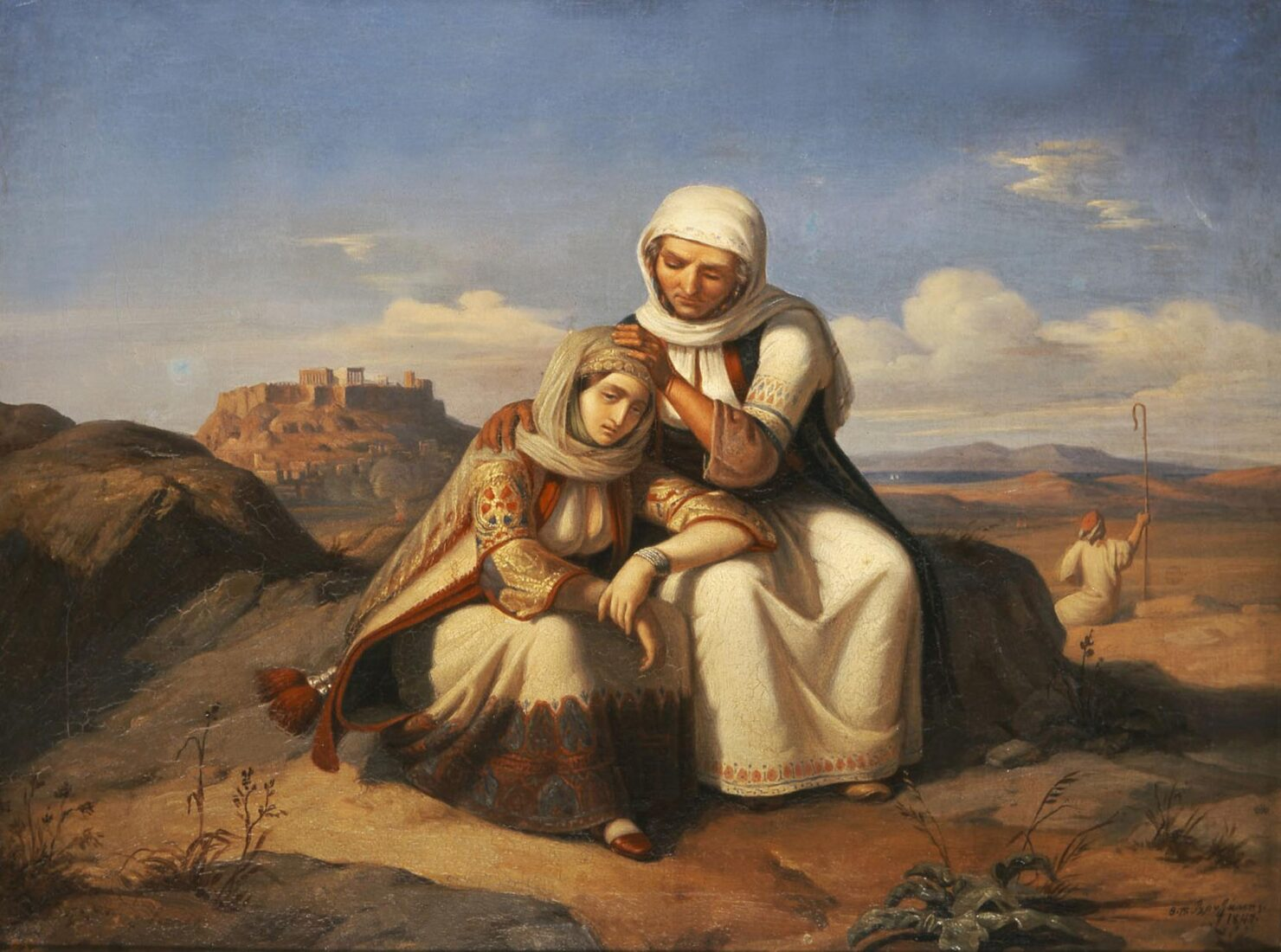
Consolation. (1856) Pinacothèque nationale d'Athènes
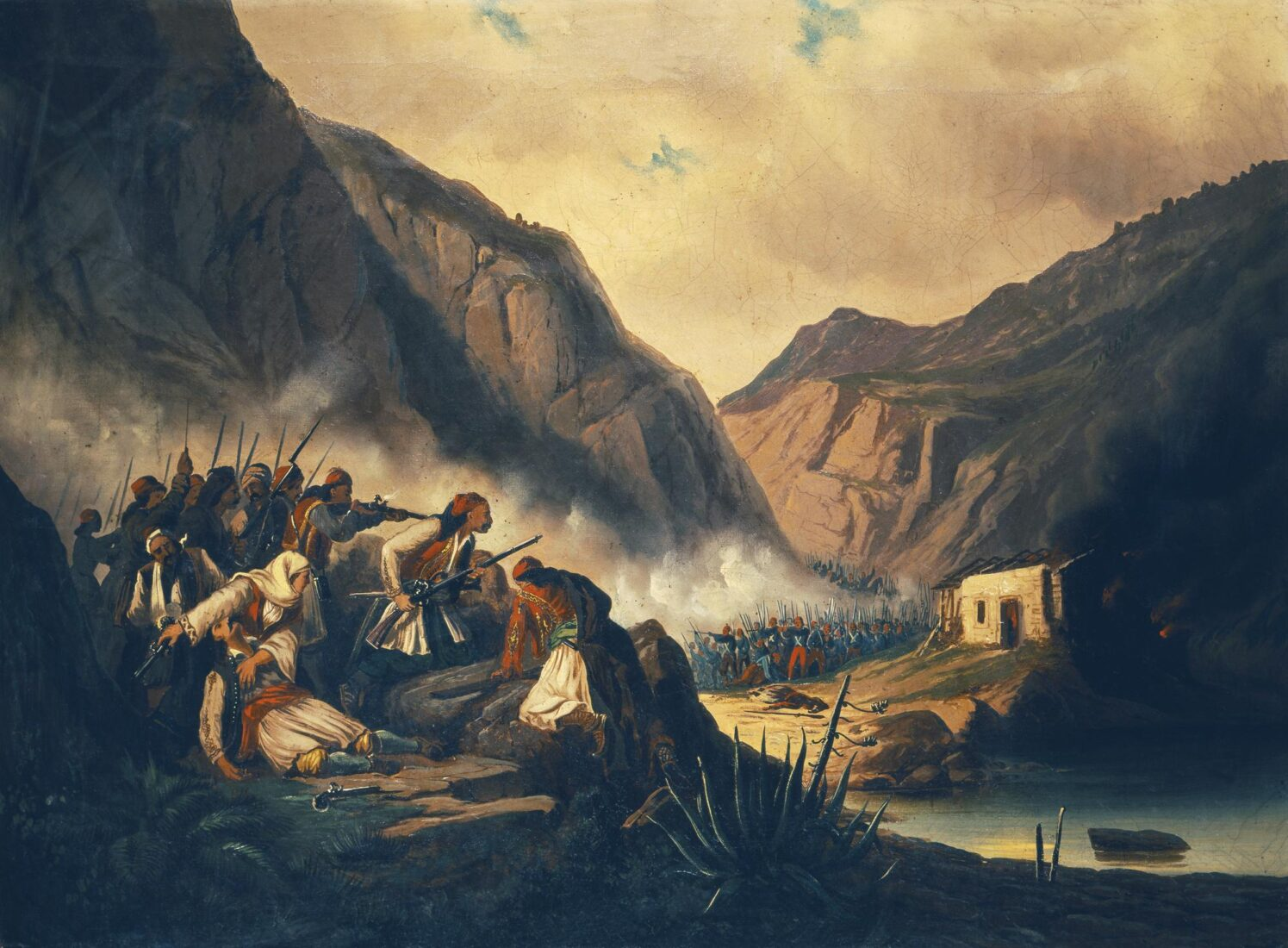
La destruction de Dramali à Dervenákia. Pinacothèque nationale d'Athènes